# جويسئة باريسية
جويسئة باريسية (الاسم العلمى: Galium parisiense) هي أحد أنواع النباتات المزهرة، تنتمي إلى الفصيلة الفَويّة. تتواجد على مستوى منطقة البحر الأبيض المتوسط، وأوروبا الغربية، وأمريكا الشمالية.

## الوصف
نبات سنوي ينتج سيقانًا خفيفة، رقيقة جدًا، متفرعة كثيرًا، منتصبة بطول 15-25 سم.